# Øivind Holmsen
Øivind Holmsen (Oslo, 28 aprile 1912 – Oslo, 23 agosto 1996) è stato un calciatore norvegese, di ruolo difensore.

## Carriera

### Club
Tra il 1934 e il 1945, Holmsen vestì la maglia del Lyn Oslo.

### Nazionale
Giocò 36 incontri per la Norvegia, partecipando ai Giochi della XI Olimpiade (conquistando la medaglia di bronzo) e al campionato del mondo 1938. Esordì l'8 giugno 1934, nel successo per 4-0 contro una selezione amatoriale austriaca.